# Porretta Terme
Porretta Terme (emilián nyelven Puratta) település Olaszországban, Emilia-Romagna régióban, Bologna megyében.  Porretta Terme Castel di Casio, Gaggio Montano, Lizzano in Belvedere, Granaglione és Pistoia községekkel határos.

## Népesség
A település lakossága az elmúlt években az alábbi módon változott: